# Aaron Jones (calciatore)
Aaron Lee Jones (Chesterfield, 26 febbraio 1993) è un ex calciatore inglese, di ruolo difensore.

## Carriera
Jones ha cominciato la carriera con la maglia dei Doncaster Rovers. Il 19 ottobre 2010 è andato in panchina nell'incontro valido per il campionato 2010-2011 contro il Derby County, ma non è sceso in campo.
Nel 2012 è passato ai neozelandesi dello Hawke's Bay United. Ha debuttato nel New Zealand Football Championship in data 4 novembre, schierato titolare nella vittoria per 0-2 sul campo del WaiBOP United. Il 1º dicembre 2013 ha realizzato la prima rete in campionato, nella sconfitta casalinga per 1-2 contro il Team Wellington.
Nel 2014, è stato ingaggiato dal Waitakere United. Con questa squadra, ha disputato 3 partite nella fase finale della OFC Champions League 2013-2014. La prima di queste è stata datata 8 aprile 2014 ed è terminata con una vittoria per 0-2 sul campo del Kiwi.
L'8 agosto 2014 è stato ufficialmente ingaggiato dai norvegesi del Raufoss. Il 10 agosto è stato titolare nella vittoria per 0-1 sul campo del Nybergsund-Trysil. Il 24 novembre ha rinnovato il contratto che lo legava al club.
L'11 ottobre 2015 ha conquistato assieme al resto della squadra la promozione nella 1. divisjon, con 2 giornate d'anticipo sulla fine del campionato: la sconfitta del Moss, formazione inseguitrice in classifica, ha determinato la promozione prima che il Raufoss giocasse nella stessa giornata di campionato.
Il 15 dicembre 2016 è passato al Southport, compagine militante nella National League.
Il 9 marzo 2017 è stato ingaggiato dagli svedesi dell'Ängelholm, squadra della Division 1, terzo livello del campionato locale. Il 25 dicembre 2017, l'Asker ha reso noto l'ingaggio di Jones, che ha fatto quindi ritorno in Norvegia.